# Don Quintín el amargao
Pour plus de détails, voir Fiche technique et Distribution.
Don Quintín el amargao est un film dramatique espagnol réalisé par Luis Marquina  et sorti en 1935.

## Synopsis
Don Quintin est un homme plein de mauvaise humeur, qui trouve que sa vie est misérable parce qu'il ne lui arrive que des problèmes.

## Fiche technique
- Titre original : Don Quintín el amargao
- Réalisation : Luis Marquina
- Scénario : Eduardo Ugarte, Luis Buñuel (non crédité), d'après la pièce de théâtre Don Quintín el Armargao o El que siembra vientos... de Carlos Arniches et Antonio Estremera
- Photographie : José María Beltrán
- Montage : Eduardo García Maroto
- Musique : Jacinto Guerrero
- Direction artistique : Mariano Espinosa
- Producteur : Luis Buñuel (non crédité)
- Pays de production : Espagne
- Langue originale : espagnol
- Format : couleur
- Genre : drame
- Durée :
- Dates de sortie :  
  - Espagne : 3 octobre 1935 (Madrid)

## Distribution
- Ana María Custodio : Teresa
- Alfonso Muñoz : Don Quintín
- Luisita Esteso : Felisa
- Fernando Granada : Paco (comme Fernando de Granada)
- Luis Heredia : Angelito (comme Luis de Heredia)
- José Alfayate : Sefiní
- José Marco Davó : Nicasio
- Manuel Arbó : Crótido
- Porfiria Sanchíz : María (comme Porfiria Sanchiz)
- Consuelo de Nieva : Margot (comme Consuelo Nieva)
- Jacinto Higueras : Saluqui
- Manuel Vico : Jefe de sala
- María Anaya : Tía de Paco (non créditée)
- Fernando Freyre de Andrade : El Risitas (non crédité)
- Rosina Mendía : Monja (non crédité)
- Isabel Pérez Urcola : Niña con botella (non créditée)